# Hydroporus discretus
Hydroporus discretus är en skalbaggsart som beskrevs av Leon Fairmaire och Brisout de Barneville 1859. I den svenska databasen Dyntaxa används istället namnet Hydroporus neuter. Hydroporus discretus ingår i släktet Hydroporus och familjen dykare. Arten är reproducerande i Sverige.

## Underarter
Arten delas in i följande underarter:
- H. d. discretus
- H. d. tatricus

## Bildgalleri

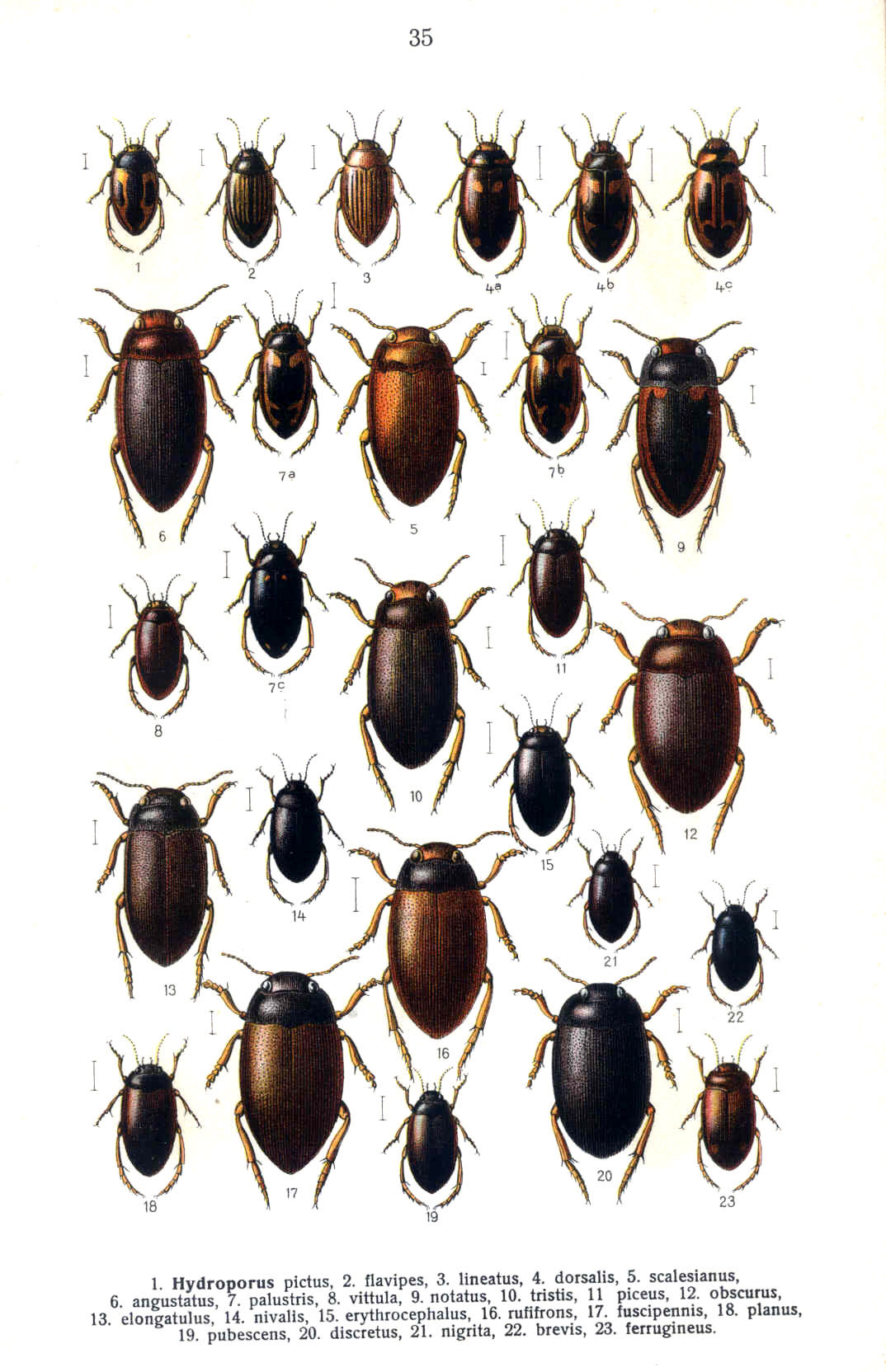
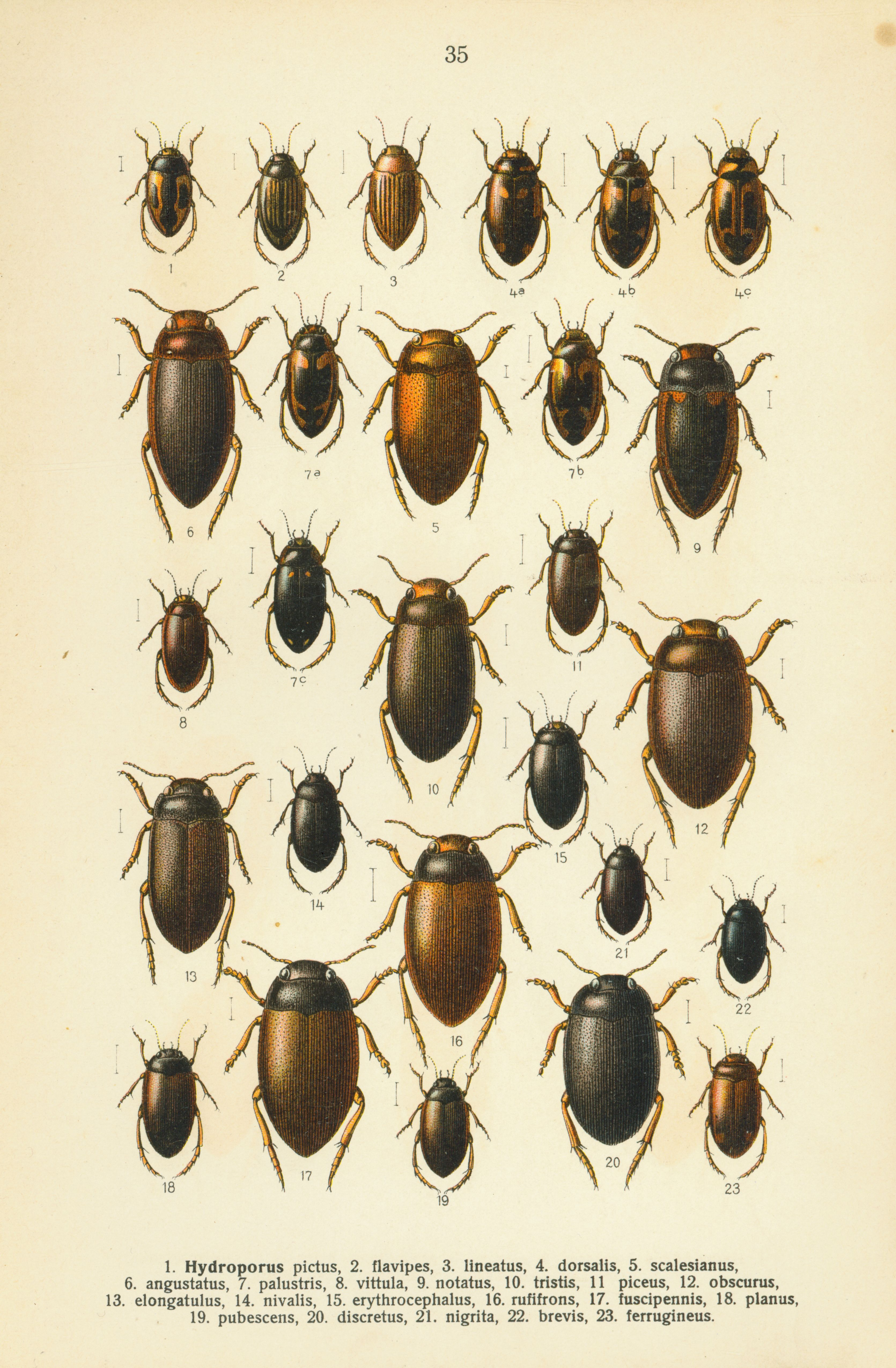